# Curac
Curac est une commune du Sud-Ouest de la France située dans le département de la Charente (région Nouvelle-Aquitaine).

## Géographie

### Localisation et accès
Curac est un village du Sud-Charente situé à 2,5 km au nord de Chalais et 41 km au sud d'Angoulême, sur une petite hauteur surplombant la vallée de la Viveronne.
Le bourg est aussi à 7 km de Brossac, 14 km de Montmoreau, 20 km de Blanzac et 24 km de Barbezieux.
La D 461 relie le bourg à la D 20, route de Chalais à Blanzac et Barbezieux qui est dans la vallée et fait limite communale avec Chalais-Sainte-Marie. La D 674, route d'Angoulême à Libourne, passe à 2 km à l'est du bourg.
La gare la plus proche est celle de Chalais, desservie par des TER à destination d'Angoulême et de Bordeaux.

### Hameaux et lieux-dits
L'habitat est dispersé et la commune compte de nombreux hameaux. Le bourg est minuscule et regroupe l'église et la mairie.

### Communes limitrophes
|          | Brie-sous-Chalais |         |
| Bardenac | Curac             | Chalais |
|          | Yviers            |         |

### Géologie et relief
La commune est occupée par le Campanien (Crétacé supérieur), calcaire crayeux qui occupe une grande partie du Sud Charente,,.
Le relief de la commune est celui d'un plateau d'une altitude moyenne de 90 m, traversé du nord au sud par une vallée. Le point culminant de la commune est à une altitude de 126 m, situé en limite nord-est (canton de la Porte). Le point le plus bas est à 48 m, situé le long de la Viveronne en limite sud-est. Le bourg, dominant la vallée, est à environ 80 m d'altitude.

### Hydrographie

#### Réseau hydrographique

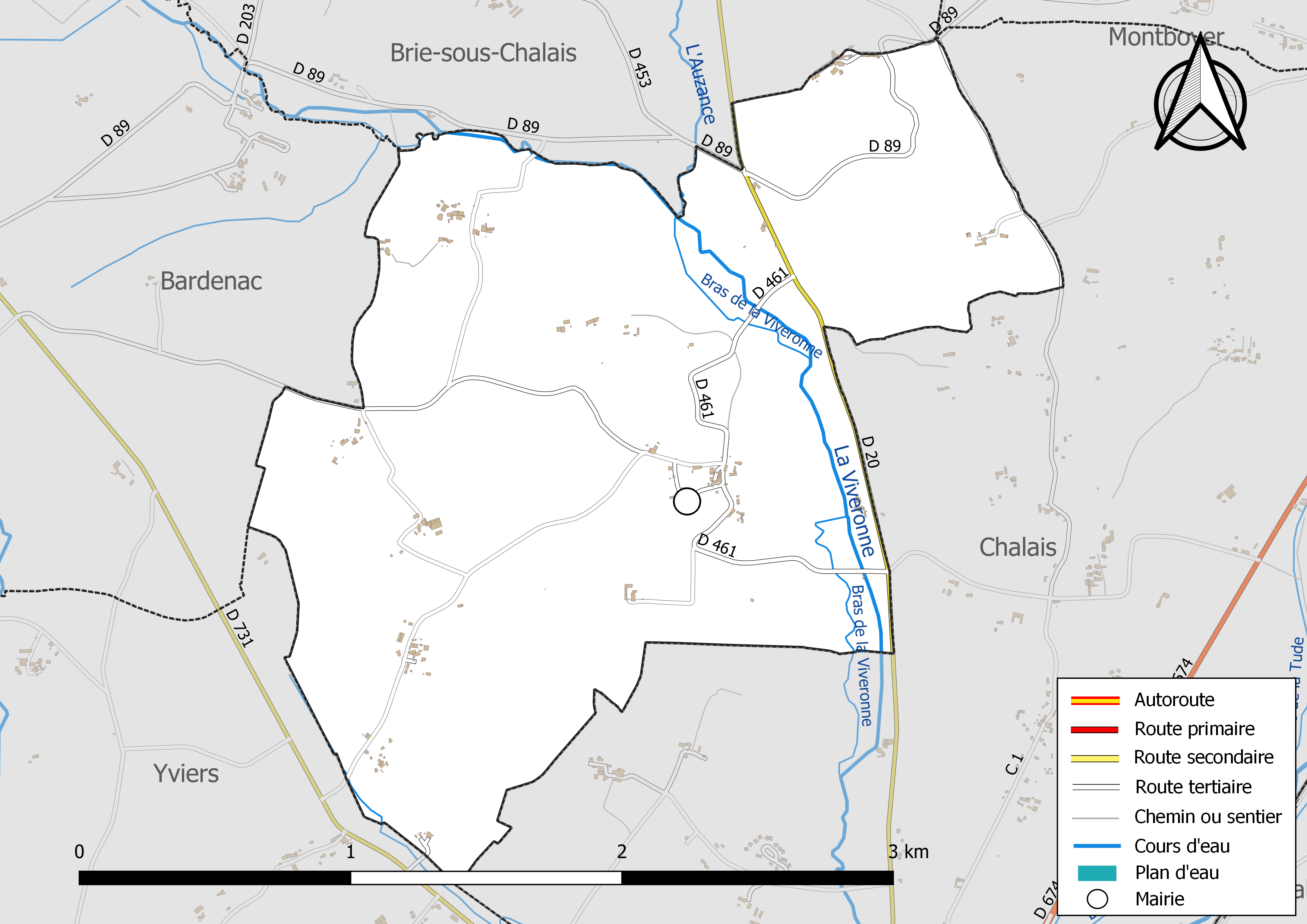
Réseaux hydrographique et routier de Curac.

La commune est située dans le bassin de la Dordogne au sein  du Bassin Adour-Garonne. Elle est drainée par la Viveronne, l'Auzance, et par un petit cours d'eau, qui constituent un réseau hydrographique de 4 km de longueur totale,.
La Viveronne, affluent de la Tude à Chalais et sous-affluent de la Dronne, traverse la commune du nord au sud. Elle borde aussi la limite nord où la rejoint sur sa rive gauche l'Auzance, ruisseau descendant de Saint-Laurent-des-Combes.
Au pied du bourg, un ruisseau intermittent alimenté par la Font Marceau rejoint la Viveronne sur sa rive gauche.

#### Gestion des eaux
Le territoire communal est couvert par le schéma d'aménagement et de gestion des eaux (SAGE) « Isle - Dronne ». Ce document de planification, dont le territoire regroupe les bassins versants de l'Isle et de la Dronne, d'une superficie de 7 500 km2, a été approuvé le 2 août 2021. La structure porteuse de l'élaboration et de la mise en œuvre est l'établissement public territorial de bassin de la Dordogne (EPIDOR). Il définit sur son territoire les objectifs généraux d’utilisation, de mise en valeur et de protection quantitative et qualitative des ressources en eau superficielle et souterraine, en respect des objectifs de qualité définis dans le troisième SDAGE  du Bassin Adour-Garonne qui couvre la période 2022-2027, approuvé le 10 mars 2022.

### Climat
Comme dans les trois quarts sud et ouest du département, le climat est océanique aquitain.

## Urbanisme

### Typologie
Au 1er janvier 2024, Curac est catégorisée commune rurale à habitat très dispersé, selon la nouvelle grille communale de densité à 7 niveaux définie par l'Insee en 2022.
Elle est située hors unité urbaine et hors attraction des villes,.

### Occupation des sols
L'occupation des sols de la commune, telle qu'elle ressort de la base de données européenne d’occupation biophysique des sols Corine Land Cover (CLC), est marquée par l'importance des territoires agricoles (91,8 % en 2018), une proportion identique à celle de 1990 (91,8 %). La répartition détaillée en 2018 est la suivante : 
terres arables (58,4 %), zones agricoles hétérogènes (33,3 %), forêts (8,2 %). L'évolution de l’occupation des sols de la commune et de ses infrastructures peut être observée sur les différentes représentations cartographiques du territoire : la carte de Cassini (XVIIIe siècle), la carte d'état-major (1820-1866) et les cartes ou photos aériennes de l'IGN pour la période actuelle (1950 à aujourd'hui).

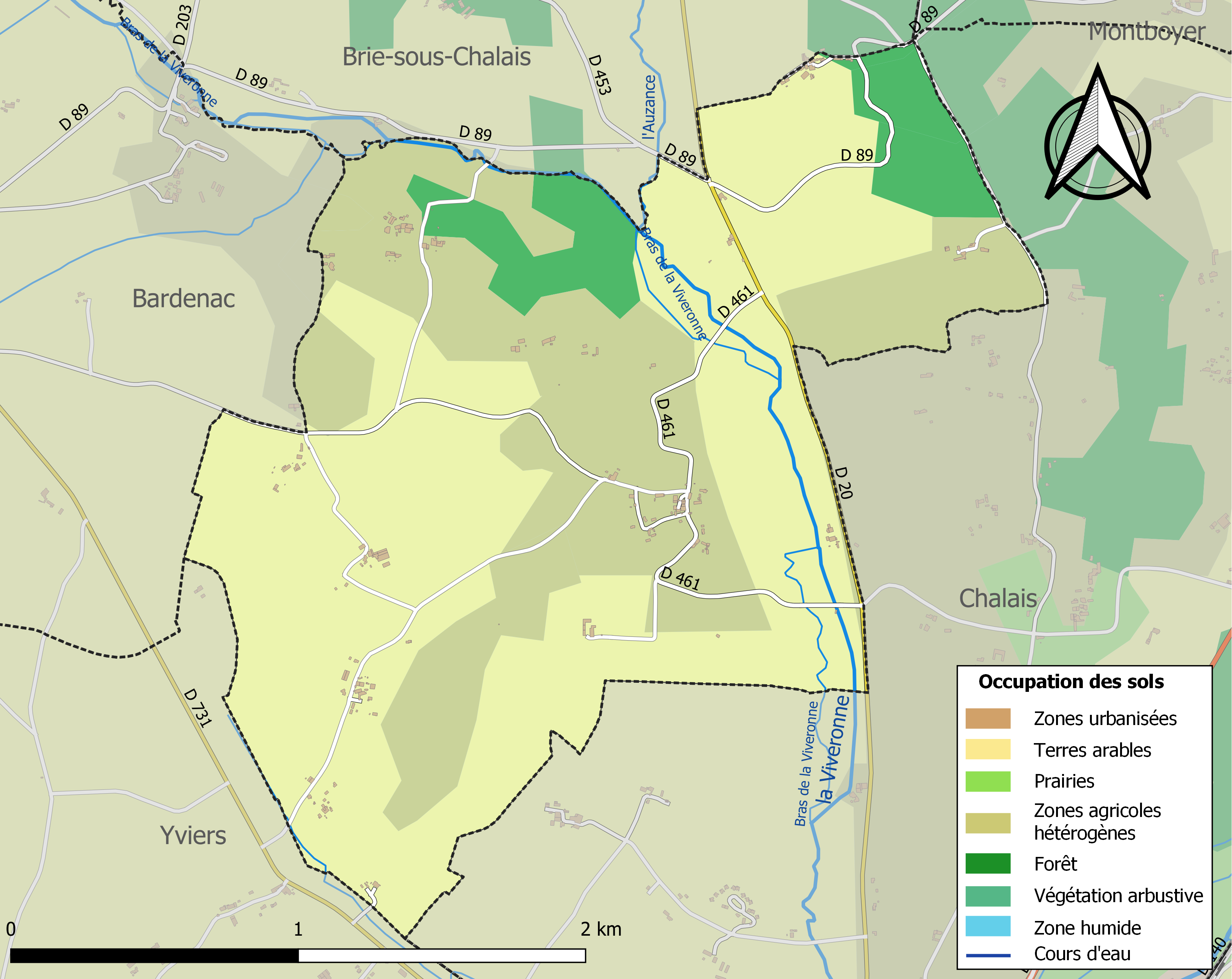
Carte des infrastructures et de l'occupation des sols de la commune en 2018 (CLC).

### Risques majeurs
Le territoire de la commune de Curac est vulnérable à différents aléas naturels : météorologiques (tempête, orage, neige, grand froid, canicule ou sécheresse) et séisme (sismicité faible). Un site publié par le BRGM permet d'évaluer simplement et rapidement les risques d'un bien localisé soit par son adresse soit par le numéro de sa parcelle.

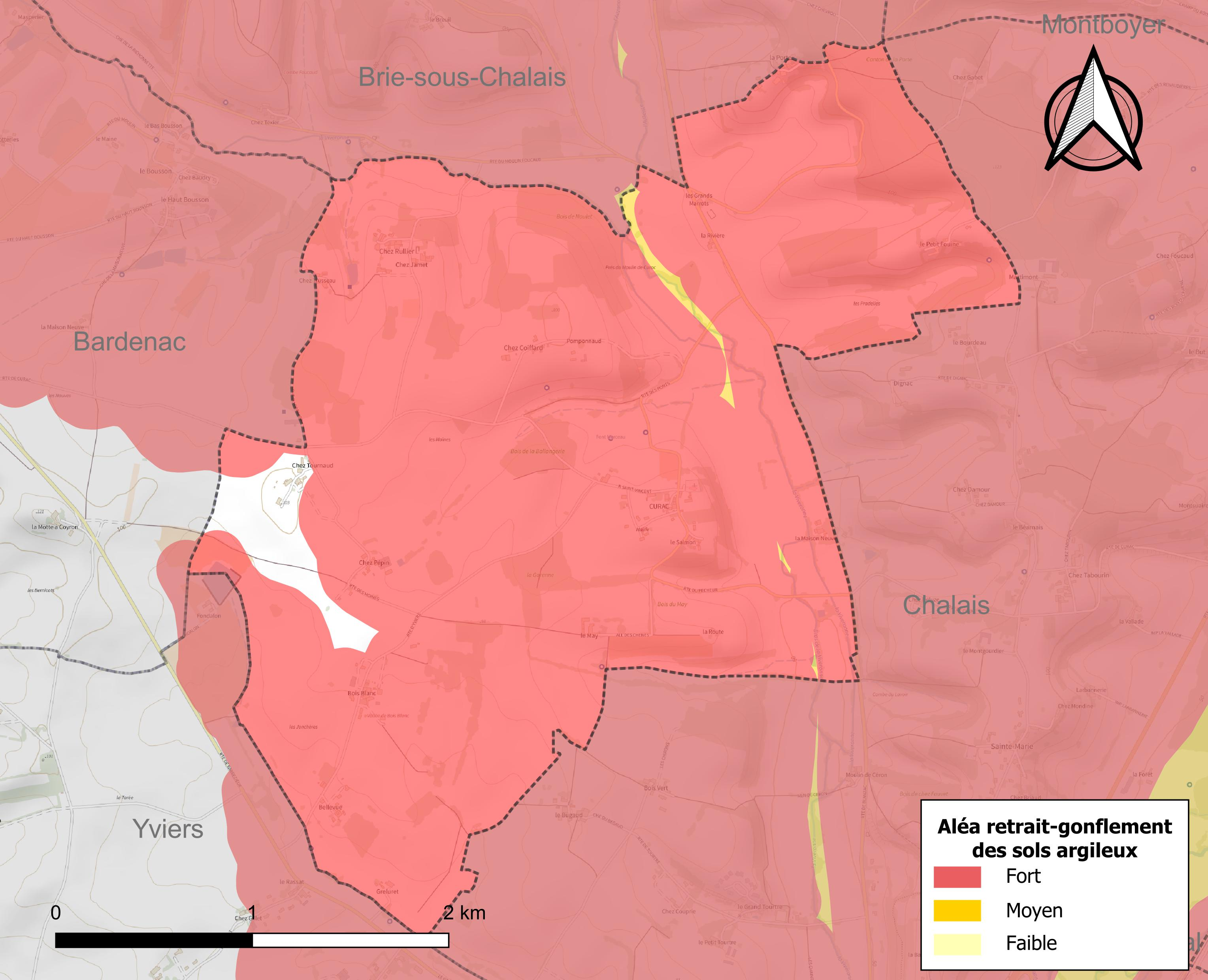
Carte des zones d'aléa retrait-gonflement des sols argileux de Curac.

Le retrait-gonflement des sols argileux est susceptible d'engendrer des dommages importants aux bâtiments en cas d’alternance de périodes de sécheresse et de pluie. 97,1 % de la superficie communale est en aléa moyen ou fort (67,4 % au niveau départemental et 48,5 % au niveau national). Sur les 75 bâtiments dénombrés sur la commune en 2019,  73 sont en aléa moyen ou fort, soit 97 %, à comparer aux 81 % au niveau départemental et 54 % au niveau national. Une cartographie de l'exposition du territoire national au retrait gonflement des sols argileux est disponible sur le site du BRGM,.
Par ailleurs, afin de mieux appréhender le risque d’affaissement de terrain, l'inventaire national des cavités souterraines permet de localiser celles situées sur la commune.
La commune a été reconnue en état de catastrophe naturelle au titre des dommages causés par les inondations et coulées de boue survenues en 1982, 1983, 1988, 1999 et 2012. Concernant les mouvements de terrains, la commune a été reconnue en état de catastrophe naturelle au titre des dommages causés par la sécheresse en 2003 et par des mouvements de terrain en 1999.

## Toponymie
Une forme ancienne est Curaco (non datée).
L'origine du nom de Curac remonterait à un nom de personne gallo-roman Curius auquel est apposé le suffixe -acum, ce qui correspondrait au « domaine de Curius »,.
Pendant la Révolution, la commune s'est appelée provisoirement Lauzance.

## Histoire
Quelques vestiges de briques et dallage romains ont été trouvés sur la commune (Champ de Roux, chez Tournaud).
Les plus anciens registres paroissiaux ne remontent pas avant 1711.

## Administration

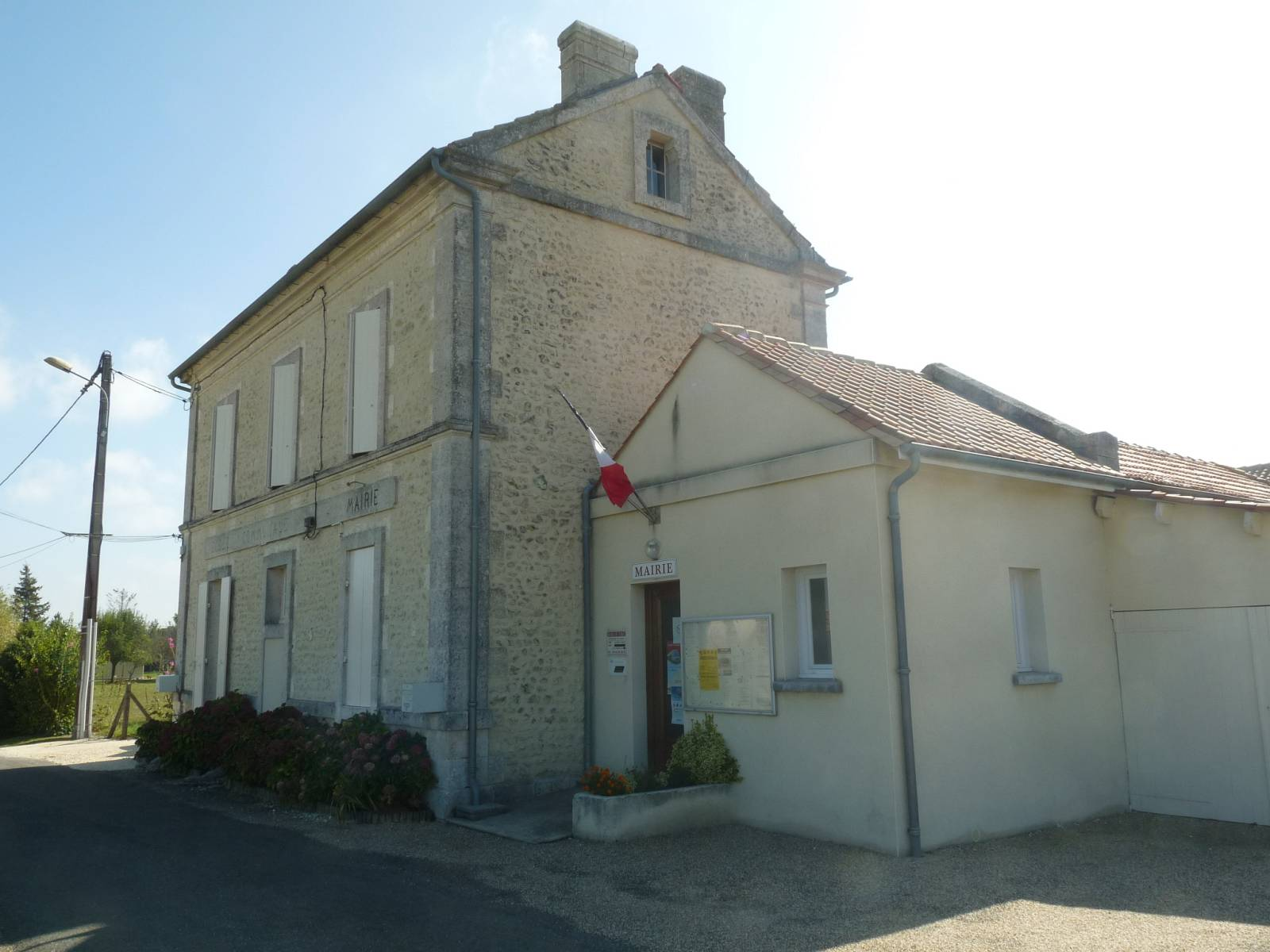
Mairie de Curac.

| Période                                  | Période  | Identité                                          | Étiquette | Qualité                    |
| ---------------------------------------- | -------- | ------------------------------------------------- | --------- | -------------------------- |
| 2001                                     | 2014     | André Thomas                                      | PS        | Retraité                   |
| 2014                                     | En cours | Monique Sebillaud Réélue pour le mandat 2020-2026 |           | Chef d'entreprise agricole |
| Les données manquantes sont à compléter. |          |                                                   |           |                            |

## Démographie

### Évolution démographique
L'évolution du nombre d'habitants est connue à travers les recensements de la population effectués dans la commune depuis 1793. Pour les communes de moins de 10 000 habitants, une enquête de recensement portant sur toute la population est réalisée tous les cinq ans, les populations de référence des années intermédiaires étant quant à elles estimées par interpolation ou extrapolation. Pour la commune, le premier recensement exhaustif entrant dans le cadre du nouveau dispositif a été réalisé en 2004.

En 2022, la commune comptait 116 habitants, en évolution de −9,37 % par rapport à 2016 (Charente : −0,48 %, France hors Mayotte : +2,11 %).
| 1793 | 1800 | 1806 | 1821 | 1831 | 1841 | 1846 | 1851 | 1856 |
| ---- | ---- | ---- | ---- | ---- | ---- | ---- | ---- | ---- |
| 358  | 331  | 301  | 365  | 367  | 366  | 350  | 358  | 364  |

| 1861 | 1866 | 1872 | 1876 | 1881 | 1886 | 1891 | 1896 | 1901 |
| ---- | ---- | ---- | ---- | ---- | ---- | ---- | ---- | ---- |
| 348  | 322  | 308  | 293  | 282  | 251  | 225  | 218  | 234  |

| 1906 | 1911 | 1921 | 1926 | 1931 | 1936 | 1946 | 1954 | 1962 |
| ---- | ---- | ---- | ---- | ---- | ---- | ---- | ---- | ---- |
| 225  | 221  | 190  | 178  | 158  | 181  | 191  | 189  | 185  |

| 1968 | 1975 | 1982 | 1990 | 1999 | 2004 | 2006 | 2009 | 2014 |
| ---- | ---- | ---- | ---- | ---- | ---- | ---- | ---- | ---- |
| 159  | 135  | 118  | 112  | 110  | 117  | 119  | 124  | 122  |

| 2019 | 2022 | - | - | - | - | - | - | - |
| ---- | ---- | - | - | - | - | - | - | - |
| 120  | 116  | - | - | - | - | - | - | - |

### Pyramide des âges
La population de la commune est relativement âgée.
En 2018, le taux de personnes d'un âge inférieur à 30 ans s'élève à 22,5 %, soit en dessous de la moyenne départementale (30,2 %). À l'inverse, le taux de personnes d'âge supérieur à 60 ans est de 40,8 % la même année, alors qu'il est de 32,3 % au niveau départemental.
En 2018, la commune comptait 62 hommes pour 62 femmes, soit un taux de 50 % de femmes, légèrement inférieur au taux départemental (51,59 %).
Les pyramides des âges de la commune et du département s'établissent comme suit.
| Hommes | Classe d’âge | Femmes |
| ------ | ------------ | ------ |
| 1,7    | 90 ou +      | 0,0    |
| 5,0    | 75-89 ans    | 8,3    |
| 31,7   | 60-74 ans    | 35,0   |
| 25,0   | 45-59 ans    | 26,7   |
| 11,7   | 30-44 ans    | 10,0   |
| 10,0   | 15-29 ans    | 6,7    |
| 15,0   | 0-14 ans     | 13,3   |

| Hommes | Classe d’âge | Femmes |
| ------ | ------------ | ------ |
| 1      | 90 ou +      | 2,7    |
| 9,2    | 75-89 ans    | 12     |
| 20,6   | 60-74 ans    | 21,3   |
| 20,7   | 45-59 ans    | 20,3   |
| 16,8   | 30-44 ans    | 16     |
| 15,6   | 15-29 ans    | 13,4   |
| 16,1   | 0-14 ans     | 14,3   |

## Économie

### Agriculture
La viticulture occupe une petite partie de l'activité agricole. La commune est située dans les Bons Bois, dans la zone d'appellation d'origine contrôlée du cognac.

## Lieux et monuments

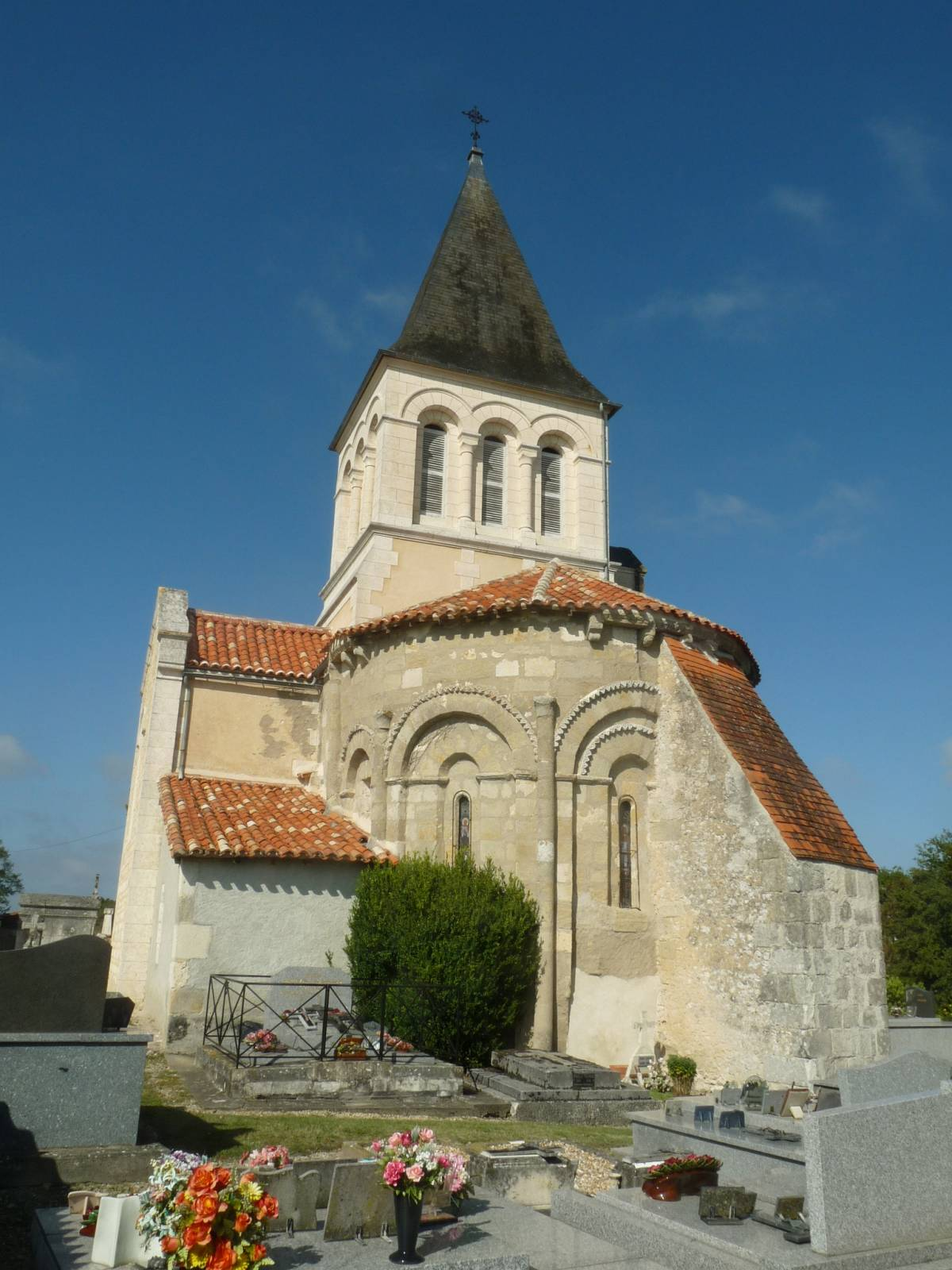
L'église de Curac.

- L'église paroissiale Saint-Vincent, le chœur date du XIIe siècle. La nef et le clocher ont été refaits au XIXe siècle. L'édifice est inscrit partiellement aux monuments historiques depuis 1993[34].